# Ревіталізація (урбаністика)
Ревіталізація — відновлення занедбаних переважно старих промислових споруд та просторів, індустріальних районів у містах, але не в плані відродження виробництва, а здебільшого шляхом їхньої реорганізації на технологічні хаби, культурні та туристичні об'єкти. Сучасні спроби ревіталізації припадають на кінець 19 століття у розвинених націях, активна ж фаза розпочалася у кінці 1940-х років.

## Історія
Концепція ревіталізації міст як методу соціальної реформи виникла в Англії як реакція на дедалі більш тісні й антисанітарні умови міського бідного населення в швидко індустріалізованих містах 19 століття. Це була прогресивна доктрина, яка передбачала кращі житлові умови, моральні та економічні реформи для її резидентів. Інший стиль реформ — нав'язаний державою з міркувань естетики та ефективності — можна було б стверджувати, що він почався в 1853 році призначення Наполеоном барона Гаусмана для перебудови Парижа.
З початку 1990-х років, із переходом Європи у постіндустріальну еру, тисячі фабрик та заводів було закрито, половина робочих місць у виробничій сфері просто щезла. Європейська економіка істотно змінила фокус із індустріально-орієнтованої на сферу обслуговування та розваг, що призвело до величезної кількості закинутих промислових об'єктів.

## Ревіталізація в Україні

### Івано-Франківськ
В Івано-Франківську пул громадських організацій ревіталізував колишню промзону заводу Промприлад в інноваційний центр.Промприлад.Реновація — працює на перетині чотирьох напрямків розвитку регіону: нової економіки та урбаністики, сучасного мистецтва та освіти. Це проект зі сфери імпакт-інвестування, де інвестори одночасно вкладають в соціальний вплив на регіон та отримують повернення інвестицій у вигляді дивідендів.

### Київ
У Києві гарним прикладом є перетворення Дарницького шовкового комбінату на Арт-завод Платформа.

### Львів
У Львові з 2015 року перетворюють колишній завод РЕМА на креативне середовище ReZavod, на більшій частині якого працюють майстерні, галереї актуального та вуличного мистецтва, офіси, фотостудія, майданчик для вечірок та сортувальна станція. Територію колишнього заводу «Галичскло» 2015 року перетворили на простір для вечірок та роботи !FESTrepublic від холдингу !FEST.
Також 2015 року швейцарський історик та меценат Гаральд Біндер викупив львівську Фабрику повидла, яку почали перетворювати на арт-центр Jam Factory Art Center. З 2016 року на креативне середовище Lem Station почали перебудовувати колишнє трамвайне депо на вулиці Сахарова.